# Atrichum longifolium
Atrichum longifolium là một loài rêu trong họ Polytrichaceae. Loài này được Cardot & Dixon ex Gangulee mô tả khoa học đầu tiên năm 1969.